# Forma di Maurer-Cartan
In matematica, la forma di Maurer–Cartan associata ad ogni gruppo di Lie {\displaystyle G} è una particolare 1-forma differenziale su {\displaystyle G} che codifica l'informazione a livello infinitesimo circa la struttura del gruppo {\displaystyle G}. Fu usata dal matematico Élie Cartan come ingrediente fondamentale del suo metodo dei riferimenti mobili e porta il suo nome 
accanto a quello di Ludwig Maurer.

## Definizione
Sia {\displaystyle G} un gruppo di Lie, {\displaystyle {\mathfrak {g}}=T_{e}G} la sua algebra di Lie.
Ogni elemento {\displaystyle g\in G} induce la seguente moltiplicazione (che risulta essere un diffeomorfismo)
{\displaystyle L_{g^{-1}}:G\rightarrow G}
{\displaystyle L_{g^{-1}}(h):=g^{-1}h}
e la mappa tangente (detta anche differenziale) 
{\displaystyle (TL_{g^{-1}})_{g}:T_{g}G\rightarrow T_{e}G={\mathfrak {g}}}.
La 1-forma di Maurer-Cartan {\displaystyle \omega \in \Omega ^{1}(G,{\mathfrak {g}})} è definita da:
{\displaystyle \omega (v):=(TL_{g^{-1}})_{g}(v)\,,}
per ogni vettore tangente {\displaystyle v\in T_{g}G,g\in G}.